# Pablo Almazán
Pablo Almazán Sierra (Granada, 15 gennaio 1989) è un cestista spagnolo.

## Palmarès
- Copa Princesa de Asturias: 1

Betis Siviglia: 2019